# Epactoides semiaeneus
Epactoides semiaeneus là một loài bọ cánh cứng trong họ Bọ hung (Scarabaeidae).